# Ted Danson
Edward Bridge Danson III (* 29. prosince 1947, San Diego, Kalifornie, Spojené státy americké) je americký herec a producent.
Proslavil se především rolí Sama Maloneho v sitcomu Na zdraví (1982–1993), rolí Jacka Holdena ve filmech Tři muži a nemluvně (1987) a Tři muži a mladá dáma (1990), rolí Dr. Johna Beckera v sitcomu Becker (1998–2004). Mimo jiné si zahrál v kriminálních dramatech stanice CBS Kriminálka Las Vegas a Kriminálka: Oddělení kybernetiky (2015–2016). Vedlejší role si poté zahrál v seriálech Larry, kroť se (2000–dosud) a Patty Hewes – nebezpečná advokátka (2007–2010). V roce 2015 se objevil ve druhé řadě seriálu Fargo. Během let 2016 až 2020 hrál v sitcomu stanice NBC Dobré místo.
Během své kariéry nasbíral 17 nominací na cenu Emmy (získal 2), deset nominací na Zlatý glóbus (získal 3) a Cenu Sdružení filmových a televizních herců.